# Veenkerk (Barger-Compascuum)

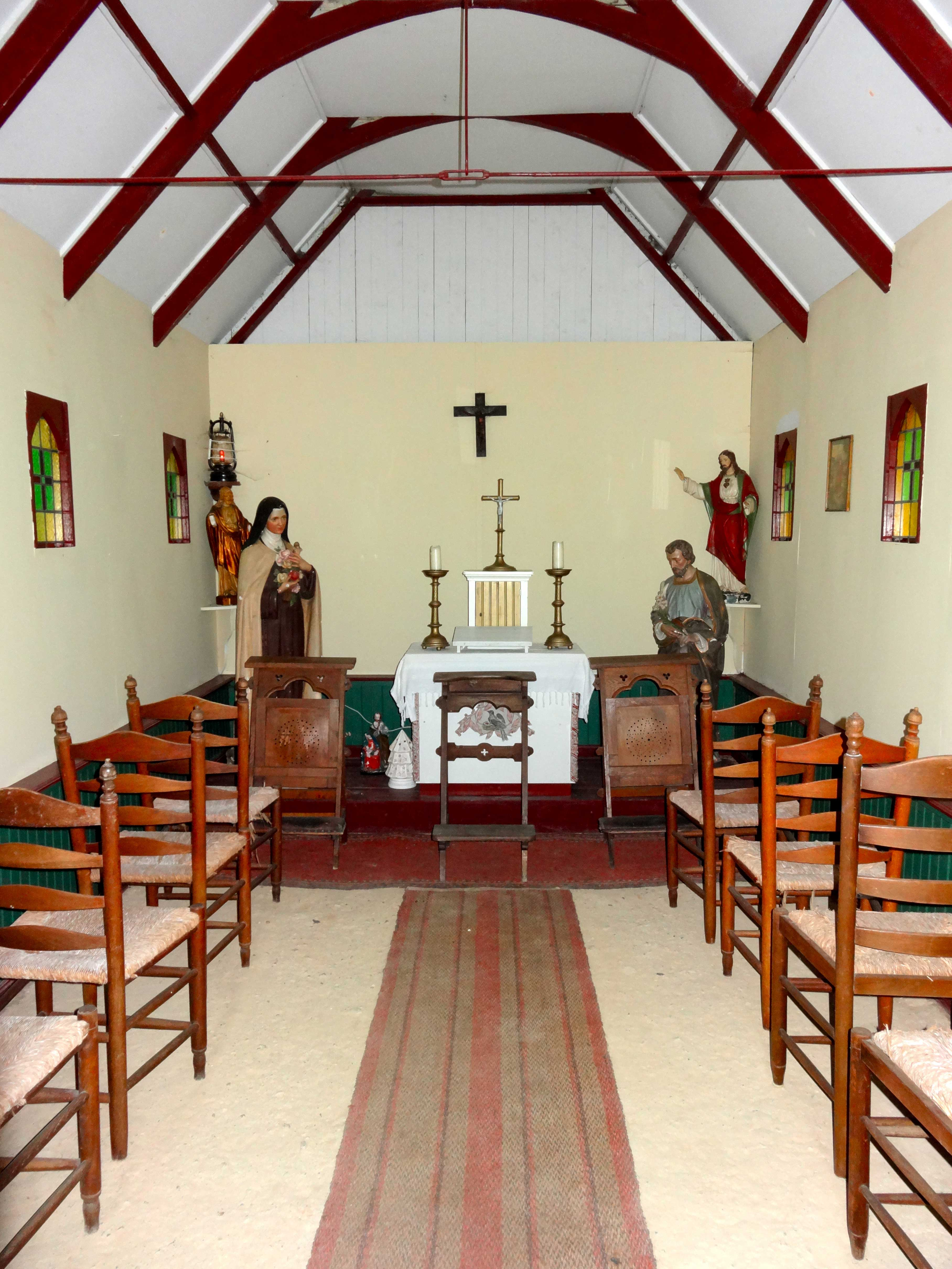
Het veenkerkje, nagebouwd in het Veenpark te Barger-Compascuum

De Veenkerk in het Drentse Barger-Compascuum was een kleine rooms-katholieke kerk,  die in 1874 in het hoogveengebied van Zuidoost-Drenthe werd gebouwd.

## Geschiedenis
In de tweede helft van de negentiende eeuw werd het hoogveengebied ten oosten van Emmen tot ontginning gebracht. Er vestigden zich eerst boekweittelers en vervolgens veenarbeiders. De nieuwe bewoners waren afkomstig uit Duitsland en uit andere delen van Nederland. In het gebied vestigden zich relatief veel rooms-katholieken. Kerken waren er nog niet in de directe omgeving. De dichtstbijzijnde kerken bevonden zich in Nieuw-Amsterdam en over de grens in Duitsland. In 1873 werd, op initiatief van de pastoor van Erica, een nieuw parochie gesticht in Barger-Compascuum. De parochie werd gewijd aan Sint Joseph. Een schuur, die beschikbaar werd gesteld door de plaatselijke kroeghouder en latere kerkmeester Jan Berend Wilken, werd als kerk ingericht. Na een jaar werd er een eenvoudige houten kerk gebouwd op het hoogveen. Bij het kerkje werd een kerkhof op het hoogveen aangelegd. Deze kerk heeft zo'n vijftig jaar dienstgedaan.
In het begin van de jaren twintig van de twintigste eeuw bevond het kerkje zich in een bouwvallige staat. Bovendien was de kerk te klein geworden voor het toegenomen aantal kerkgangers. De plaatselijke pastoor B. Bergvoet probeerde steun voor zijn nieuwbouwplannen te verwerven. De nieuwe Sint-Josephkerk werd wat oostelijker op het inmiddels afgegraven hoogveen gebouwd. Deze nieuwe kerk kwam in 1924 gereed en werd op 14 juli 1925 door de toenmalige aartsbisschop Henricus van de Wetering ingewijd. De oude veenkerk werd afgebroken. In het Veenpark van Barger-Compascuum is de veenkerk nagebouwd.